# Garance Meyer
Garance Meyer (Annecy, 13 giugno 2004) è una sciatrice alpina francese.

## Biografia
Specialista delle prove veloci originaria di Cuvat e attiva dal dicembre del 2020, in Coppa Europa Garance Meyer ha esordito il 29 novembre 2022 a Mayrhofen in slalom speciale, senza completare la prova, e ha conquistato il primo podio il 24 gennaio 2024 a Orcières in discesa libera (3ª); ai Mondiali juniores di Tarvisio 2025 ha vinto la medaglia d'oro nella gara a squadre e quella di bronzo nella discesa libera. Non ha debuttato in Coppa del Mondo e non ha preso parte a rassegne olimpiche o iridate.

## Palmarès

### Mondiali juniores
- 2 medaglie:
  - 1 oro (gara a squadre a Tarvisio 2025)
  - 1 bronzo (discesa libera a Tarvisio 2025)

### Coppa Europa
- Miglior piazzamento in classifica generale: 61ª nel 2025
- 1 podio:
  - 1 terzo posto

### Campionati francesi
- 2 medaglie:
  - 1 oro (supergigante nel 2024)
  - 1 argento (discesa libera nel 2023)